# Schnaus
Schnaus ([ʃnaʊ̯s]ⓘ) ist eine Fraktion der Gemeinde Ilanz/Glion im Schweizer Kanton Graubünden. Bis Ende 2013 bildete sie eine politische Gemeinde.

## Geographie
Die Gemeinde liegt auf der linken Seite des Vorderrheins westlich von Ilanz liegt an der Oberländerstrasse. Sie besteht aus zwei Teilen. Der untere südliche Teil reicht vom Vorderrhein bis hinauf nach Mulin und reicht von 700 m ü. M. bis auf eine Höhe von 1220 m. Der obere nördliche Teil ist eine Exklave, die Alp da Schnaus reicht von 1700 m ü. M. bis hinauf zum Crest da Tiarms (2412 m ü. M.) und besteht zum grossen Teil aus Gebirge und Wald. Die beiden Teile sind getrennt durch einen Streifen Gemeindegebiet von Ruschein.
Vom gesamten Gemeindegebiet von 299 ha sind 174 ha landwirtschaftlich nutzbar. Von dieser Fläche sind 144 ha Maiensässe. Daneben sind 92 ha von Wald und Gehölz bedeckt, und 26 ha sind unproduktive Fläche (Gebirge). Die restlichen sieben Hektaren sind Siedlungsfläche.

## Geschichte

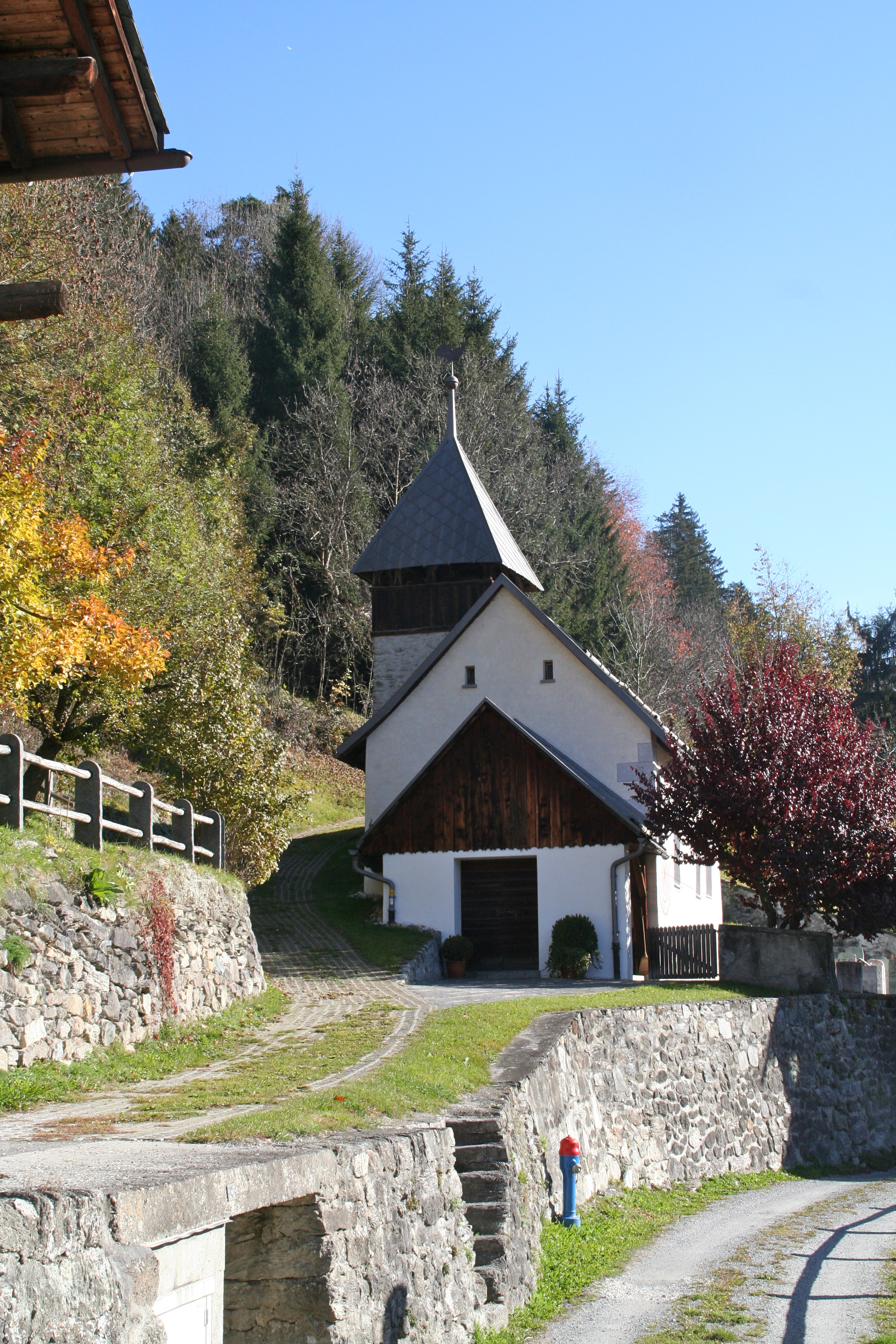
Kirche Schnaus

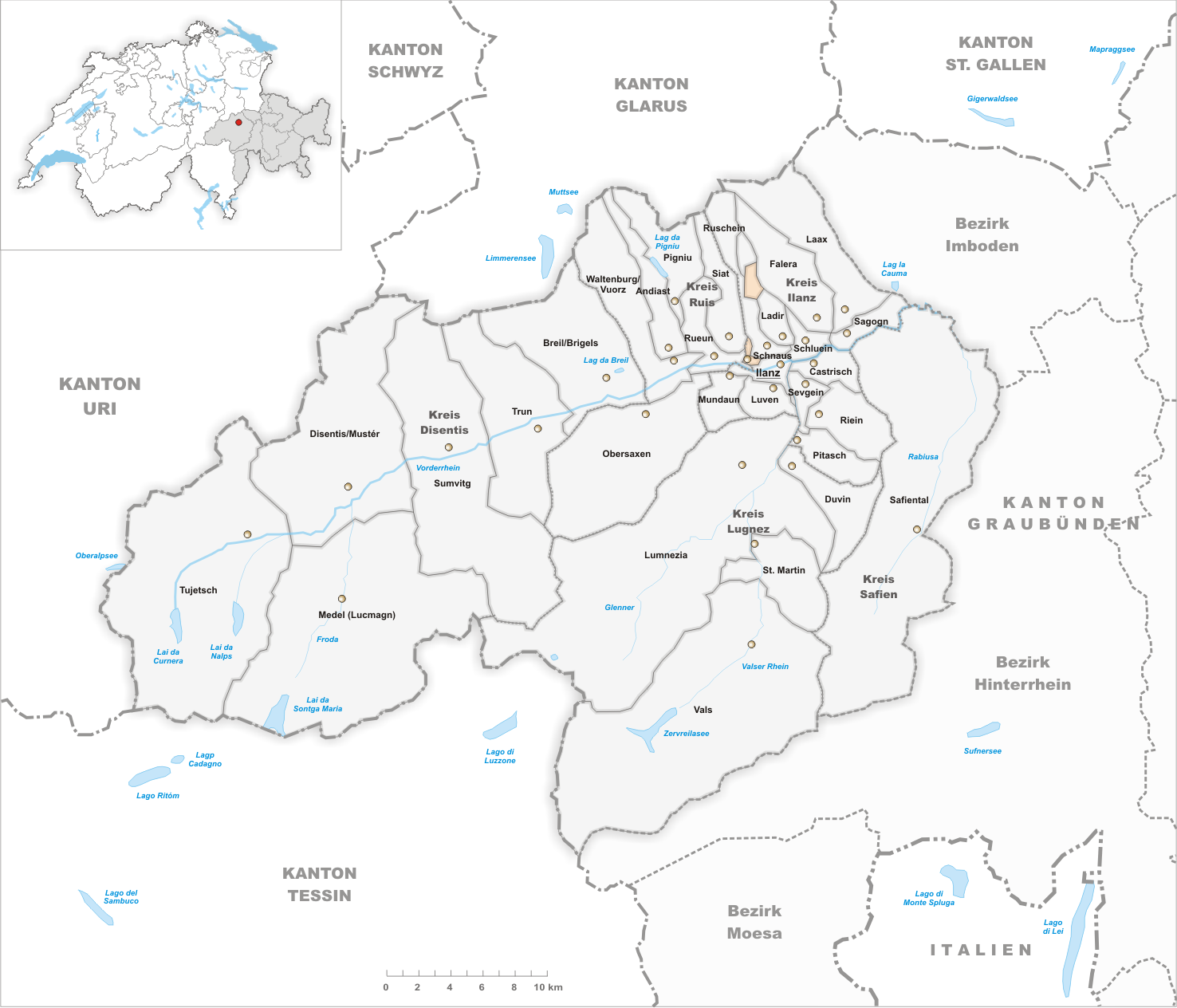
Gemeindestand vor der Fusion am 1. Januar 2014

In altem Siedlungsland gelegen wurde der Ort um 840 als Scanaues erwähnt. Schnaus löste sich 1470 aus der Wirtschaftsgenossenschaft mit Ruschein und Ladir, unterhielt mit diesen aber zu Beginn des 21. Jahrhunderts wieder eine Alpkorporation. Die 1480 erwähnte Kirche St. Sebastian, Maria Magdalena und Georg war Filiale von St. Remigius in Falera. Mit dem Übergang zur Reformation um 1526 trennte sich Schnaus von Falera und schloss sich Ilanz an. 1692 bis 1865 war Schnaus eine eigene Kirchgemeinde, seither ist es mit Waltensburg/Vuorz verbunden.
Zwischen dem 16. und 19. Jahrhundert bestanden mehrere industriell-gewerbliche Betriebe am Siater Bach (Säge, Mühle, Hammerschmiede etc.), die teilweise vom Museum Regiunal Surselva in Ilanz konserviert werden. 1875 bis 1964 stellte der Familienbetrieb Giger den begehrten alpinen Schnauser Pflug her. 2005 stellte der erste Sektor in Schnaus 50 Prozent der Arbeitsplätze. Wasserzinsen der Kraftwerke Ilanz I und II verbesserten die Finanzlage der mehrheitlich rätoromanischen Gemeinde.
Am 1. Januar 2014 fusionierte Schnaus mit den ehemaligen Gemeinden Castrisch, Duvin, Ilanz, Ladir, Luven, Pigniu, Pitasch, Riein, Rueun, Ruschein, Sevgein, Siat zur neuen Gemeinde Ilanz/Glion.

## Wappen
| Wappen von Schnaus | Blasonierung: «In Schwarz drei schräglinks gestellte silberne (weisse) Pfeile» |
| Wappen von Schnaus | Der Pfeil verweist auf den heiligen Sebastian, dem ursprünglich die örtliche Kirche geweiht war. Die Dreizahl der Pfeile steht für den historischen Gemeindeverbund von Schnaus mit Ruschein und Ladir. |

## Bevölkerung
| Bevölkerungsentwicklung | Bevölkerungsentwicklung | Bevölkerungsentwicklung | Bevölkerungsentwicklung | Bevölkerungsentwicklung | Bevölkerungsentwicklung | Bevölkerungsentwicklung | Bevölkerungsentwicklung |
| ----------------------- | ----------------------- | ----------------------- | ----------------------- | ----------------------- | ----------------------- | ----------------------- | ----------------------- |
| Jahr                    | 1850                    | 1900                    | 1950                    | 1990                    | 2000                    | 2004                    | 2013                    |
| Einwohner               | 126                     | 123                     | 134                     | 79                      | 99                      | 121                     | 123                     |

Von den Ende 2004 121 Bewohnern waren 102 (= 84,30 %) Schweizer Staatsangehörige. Die Bevölkerung spricht mehrheitlich Sursilvan und ist reformiert.

## Verkehr

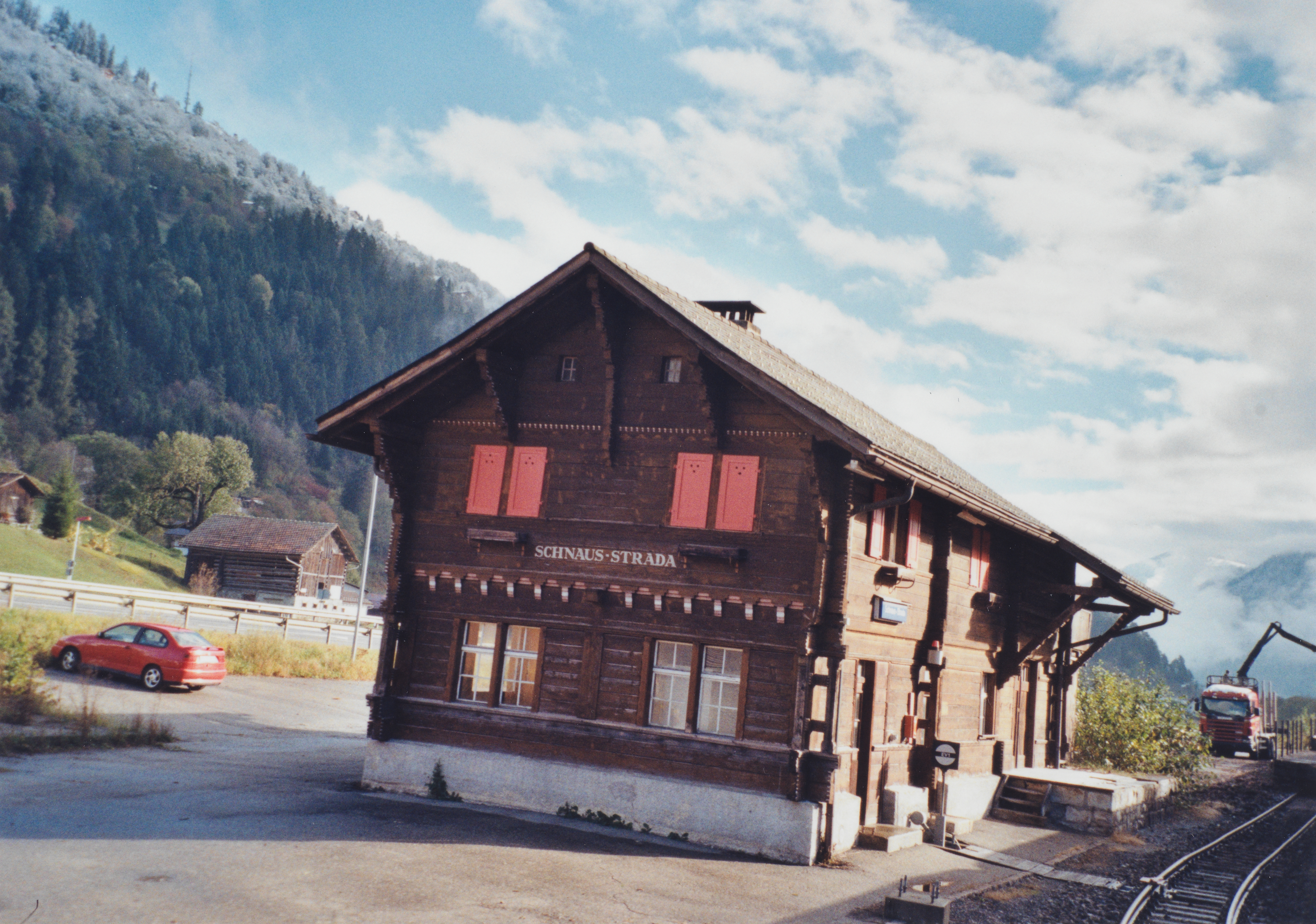
Ehemaliges Stationsgebäude (2010)

Die Rhätische Bahn stellte den Personenverkehr am Bahnhof Schnaus-Strada an der Meterspurstrecke Reichenau-Tamins–Disentis/Mustér in den 1990er-Jahein. 
Ein Umschlagterminal für den kombinierten Verkehr mit einem Gleis (120 m) wurde 2013 eröffnet.

## Sehenswürdigkeiten

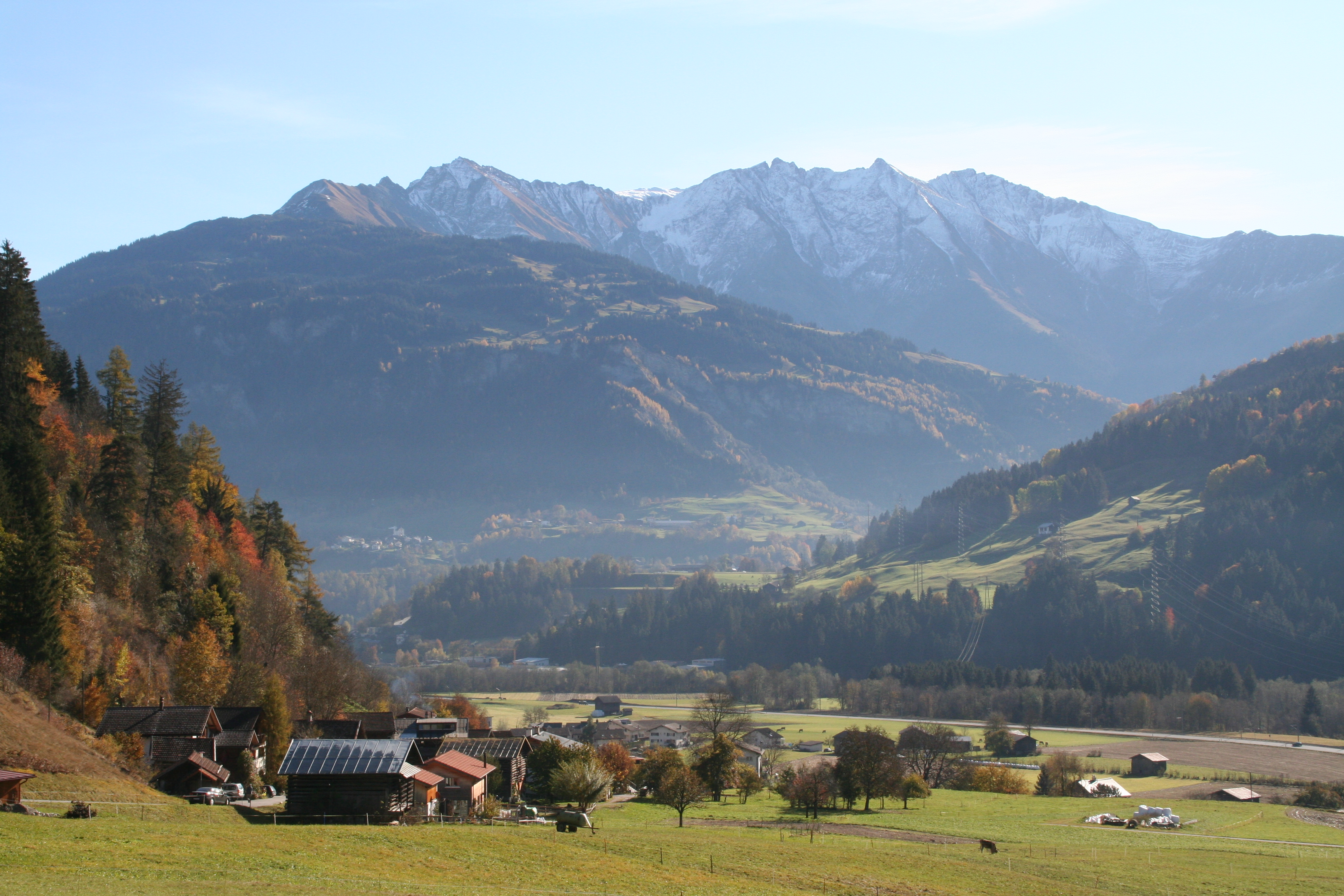
Schnaus, dahinter Vorderrhein, das Dorf Sevgein und Signinagruppe

Unter Denkmalschutz steht die reformierte Dorfkirche. Von geschichtlicher Bedeutung ist zudem die Historische Werkstätte Mulin im Westen des Dorfes. Auf der anderen Seite des Baches, aber bereits auf Gemeindegebiet von Rueun steht die Kapelle Sankta Maria Magdalena.